# Бертагаев, Трофим Алексеевич
Трофи́м Алексе́евич Бертага́ев (1905—1976) — советский бурятский лингвист-монголовед, доктор филологических наук, профессор, заслуженный деятель науки Бурятии и Калмыкии, заведующий группой монгольских языков Института языкознания АН СССР.

## Биография
Родился 6 октября 1905 года в улусе Булуса Иркутского уезда Иркутской губернии (ныне Эхирит-Булагатский район Усть-Ордынского Бурятского округа).
Поступил в Иркутский государственный университет, которое окончил в 1930 году. Затем учился в аспирантуре Ленинградского института языка и мышления АН СССР.
В 1935 году защитил кандидатскую диссертацию на тему «Основы терминотворчества в литературном бурятском языке». В 1947 году — докторскую диссертацию на тему «Лексика монгольских языков».
С 1936 по 1938 год работал старшим научным сотрудником Бурят-Монгольского государственного института языкознания, литературы и искусства.
С 1938—1943 годы преподавал русский язык в Магнитогорском педагогическом институте.
Вернувшись на родину, в апреле — октябре 1944 года работал заведующим кафедрой бурятского языка Бурятского государственного педагогического института.
С 1950 по 1953 года Бертагаев преподаёт профессором на кафедре русского языка Московского областного педагогического института. В 1953 году стал научным сотрудником, затем заведующим группой монгольских языков в Институте языкознания АН СССР. Работал также в Литературном институте имени Максима Горького. Работал в Москве до 1976 года.

## Вклад в науку
Внёс весомый вклад в развитие и становление филологической науки и в подготовку национальных кадров Калмыкии.
Среди его учеников 10 докторов и кандидатов наук: Д. Сусеев, Григорий Пюрбеев, А. Каляев, М. Монраев, Р. Харчевникова, В. Дамбинова, Э. Бардаев, В. Эрендженов, Б. Манджикова, В. Очир-Гаряев.
Оказывал посильную помощь в подготовке докторских диссертаций старшим учёным-филологам: Ц.-Д. Номинханову, Д. Павлову, Ивану Илишкину.
Многие его ученики работают не только в Калмыкии, но и в Бурятии, Монголии, Германии.
Принимал участие в работе международных конгрессов: ХХV Международного конгресса востоковедов (Москва, 1960), VII Международного конгресса антропологических и этнографических наук (Москва, 1964), X Международного конгресса лингвистов (Бухарест, 1967), XII (Берлин, 1967), XIV (Сегед, 1967), постоянных Международных конференций алтаистов (ПИАК).
Умело сочетал научную работу с педагогической деятельностью. Как крупного учёного и опытного педагога Т. А. Бертагаева часто приглашали для проведения спецкурсов и чтения лекций.
Бертагаев — автор более 150 работ по проблемам морфологии, синтаксиса, лексикологии, терминологии.

## Звания и награды
- Заслуженный деятель науки Бурятской АССР
- Заслуженный деятель науки Калмыцкой АССР (1975).

## Научные труды
- Западно-бурятский диалект на материалах лексики // Академия наук СССР ак. Н. Я. Марра. М. ; Л., 1934.
- Заметки лингвиста о хоринском говоре // Зап. Бур-Монг. НИИЯЛИ. № 1. Улан-Удэ, 1936.
- Об орфографии бурят-монгольского языка // Зап. Бур-Монг. НИИЯЛИ. № 1. Улан-Удэ, 1936.
- Орос-монгол толь /русско-монгольский словарь/. Бурятоведческий сборник // Зап. НИИКЭ. Улан-Удэ, 1946.*
- Об основах образования терминов в бурят-монгольском языке // Учёные записки пед. института. Улан-Удэ, 1949.
- Об этимологии слов «баргуджин», «баргут» и «тукум» // Филология и история монгольских народов. М., 1958.
- Опыт исследования лексики монгольских языков. Улан-Удэ, 1953.
- Об этнонимах «бурят» и «курикан» // Этнонимы. М., 1970.
- Об этнонимах керумчин // Этнонимы. М., 1970.
- О терминах кан — хан — каган в монгольских языках // Проблемы алтаистики и монголоведения. Элиста, 1973.
- Внутренняя реконструкция и этимология слов в алтайских языках // Проблема общности алтайских языков. М., 1971.
- Культовое значение корневого слова «От-ут» // Советская этнография. № 2. 1974.
- Космогонические представления в мифологии монгольских племён // Историко-филологические исследования, посвящённые ак. Н. Конраду. М., 1975.
- Об этимологии хан, хаган, хатун и об их отношении к хат // Тюркологические исследования. М., 1976.[4]